# Hyssia
Hyssia – rodzaj motyli z rodziny sówkowatych i podrodziny piętnówek (Hadeninae).
Motyle o szczeciniastych czułkach, a głowie i krótkich głaszczkach wargowych porośniętych włosopodobnymi łuskami. Osiągają od 25 do 35 mm rozpiętości skrzydeł. Skrzydła są brązowe lub brunatne, przednie zwykle z rysunkiem, a tylne z rozjaśnioną nasadą. Samce mają długi, zwieńczony kolcem edeagus i kilkukrotnie szerszy od winkulum tegumen. U samic torebka kopulacyjna ma wąski otwór, szeroki przewód i owalny, wyposażony w szyjkę korpus.
Rodzaj znany z Eurazji i Afryki. W Europie, w tym południowej i wschodniej Polsce występuje tylko H. cavernosa.
Należą tu gatunki:
- Hyssia adusta Draudt, 1950
- Hyssia cavernosa (Eversmann, 1842)
- Hyssia hadulina Draudt, 1950
- Hyssia pallidicosta Hampson, 1918
- Hyssia violascens Hampson, 1905